# Loznî, Letîciv
Loznî (în ucraineană Лозни) este un sat în comuna Sahnî din raionul Letîciv, regiunea Hmelnîțkîi, Ucraina.

## Demografie
Componența lingvistică a localității Loznî
     Ucraineană (100%)
Conform recensământului din 2001, toată populația localității Loznî era vorbitoare de ucraineană (100%).